# Filippi
Filippi (în greacă Φἱλιπποι, Philippoi) a fost un oraș-cetate (polis) antic din Macedonia orientală, situat în apropierea Mării Egee.
Ruinele sale se află pe teritoriul actualei comune Krinides, care face parte din municipalitatea Kavala (până la sfârșitul anului 2010, din fosta municipalitate Filippi), din Grecia.
Orașul a fost fondat, sub acest nume, de către Filip al II-lea al Macedoniei, în anul 356 î.Hr. După o lungă existență, el a fost abandonat în secolul al XIV-lea (după cucerirea otomană).
Orașul este renumit, printre altele, deoarece câmpia din proximitate a fost teatrul Bătăliei de la Filippi, încheiată cu victoria urmașilor lui Cezar, Octavian și Antonius, asupra opozanților lor, Brutus și Cassius, precum și pentru faptul că a fost primul oraș din Europa evanghelizat de Apostolul Pavel în anii 49 - 50 d.Hr. (motiv pentru care continuă să fie și în prezent un important loc de pelerinaj).

## Istoric

### Origini
Cele mai vechi dovezi de locuire aparțin perioadei neolitice (6.500-4.000 î.Hr.) și au fost identificate în așezarea preistorică de la Dikili Tash (cca. 2 km la est de amplasamentul orașului antic). Între 3.300-1.200 î.Hr, pe același loc este atestată arheologic o nouă fază de locuire, aparținând epocii bronzului.
După abandonarea definitivă a vechii așezări, un nou nucleu de locuire și-a făcut apariția, în jurul anului 700 î.Hr., pe colina fortificată din apropiere (viitoarea acropolă a orașului Filippi). Cercetările arheologice susțin concluzia că această nouă așezare, datând din epoca timpurie a fierului, era locuită cel mai probabil de traci, care au fost și primii locuitori ai regiunii menționați în izvoarele scrise.
De origine tracă s-ar putea să fie și cel mai vechi nume cunoscut al regiunii (sau poate chiar al acestei prime așezări întărite?): Daton (Δάτον) sau Datos (Δάτος). În perioada clasică, acest nume străvechi a devenit proverbial și era folosit ca simbol al opulenței inepuizabile, cu o aluzie evidentă la zăcămintele de metale prețioase ale muntelui Pangeu, din apropiere.

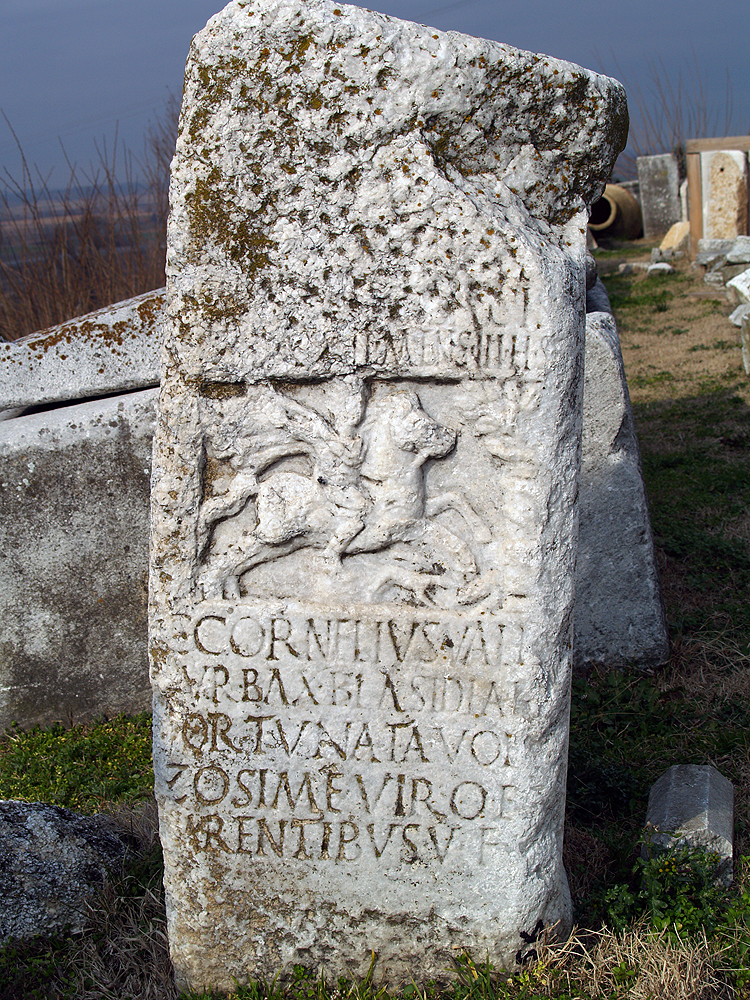
Stelă funerară romană din Philippi, cu imaginea Cavalerului Trac (Heros), dovadă a influențelor durabile pe care le-au exercitat în această regiune triburile tracice.

Grecii și-au făcut apariția în această regiune relativ târziu. Primii sosiți au fost coloniștii din insula Paros. Ei au întemeiat, mai întâi, o colonie în insula Thasos (680 î.Hr.), situată în imediata vecinătate. În scurt timp, ei au trecut și pe zona de coastă a Traciei, unde au întemeiat mai multe centre comerciale (emporia) destinate schimburilor cu populația locală. Această fâșie litorală îngustă, care se întindea de la gurile râului Strymon (la vest) și până la gurile râului Nestos (la est), era cunoscută în perioada arhaică sub numele de Thasion Peraia sau Thasion Epeiron (zona continentală a thasienilor) și a fost una din sursele principale ale bunăstării deosebite de care s-au bucurat, foarte curând, locuitorii din Thasos.
Cu toate acestea, prezența redutabilă a tracilor nu le-a permis noilor veniți să înainteze înspre interiorul teritoriului, timp de mai multe secole. Astfel, după cum relatează Herodot în Istoriile sale, la data trecerii pe acolo a regelui Xerxes al Persiei (la începutul campaniei împotriva grecilor din 480 î.Hr.), minele de aur și argint de pe muntele Pangeu erau încă exploatate de tracii din triburile pierilor, odomanților și satrilor.
La sfârșitul războaielor medice, atenienii s-au arătat din ce în ce mai interesați de bogățiile acestui teritoriu și de poziția strategică privilegiată pe care o deținea. Profitând de puterea dobândită în cadrul Ligii de la Delos, Atena a organizat două expediții militare în Tracia, sub conducerea generalului și politicianului Cimon (476-475 și 465 î.Hr.). În a doua expediție, atenienii și aliații lor au reușit să cucerească orașul Amfipolis (Ennea Hodoi) de pe malul stâng al râului Strymon, dar atunci când s-au încumetat să pătrundă în interiorul teritoriilor controlate de traci, au suferit o distrugere totală din partea acestora, pierzând 10.000 de ostași în bătălia de la Drebiscos.
Abia odată cu ascensiunea Regatului macedonean (către mijlocul sec. al IV-lea î.Hr.) și destrămarea Regatului odris, raporturile de forțe din regiune s-au modificat, în defavoarea tracilor. Încurajați de această schimbare, locuitorii din Thasos s-au hotărât să facă pasul decisiv și să întemeieze propria lor colonie, Crenides, pe locul viitorului oraș Filippi (360-359 î.Hr.).
Conducătorul coloniștilor din Thasos și organizatorul noii cetăți a fost generalul, oratorul și omul politic atenian Kallistratos. Acesta a deținut funcțiile de strateg și arhonte eponim al Atenei în perioada conflictului cu Teba, dar a fost acuzat de trădare și condamnat la moarte în patria sa (361 î.Hr.). Ca urmare, el s-a refugiat, mai întâi, la curtea regelui macedonean Perdiccas al III-lea, care i-a apreciat priceperea în chestiunile financiare. După moartea acestuia din urmă, Kallistratos a părăsit Macedonia și s-a dedicat întemeierii noii așezări Crenides.
     așezări întemeiate de coloniști din insula Thasos - sec. VII-IV î.Hr.
     alte așezări antice grecești - sec. V-IV î.Hr.
     așezări romane și bizantine - sec. II î.Hr. - sec. XIV d.Hr.
     așezări actuale

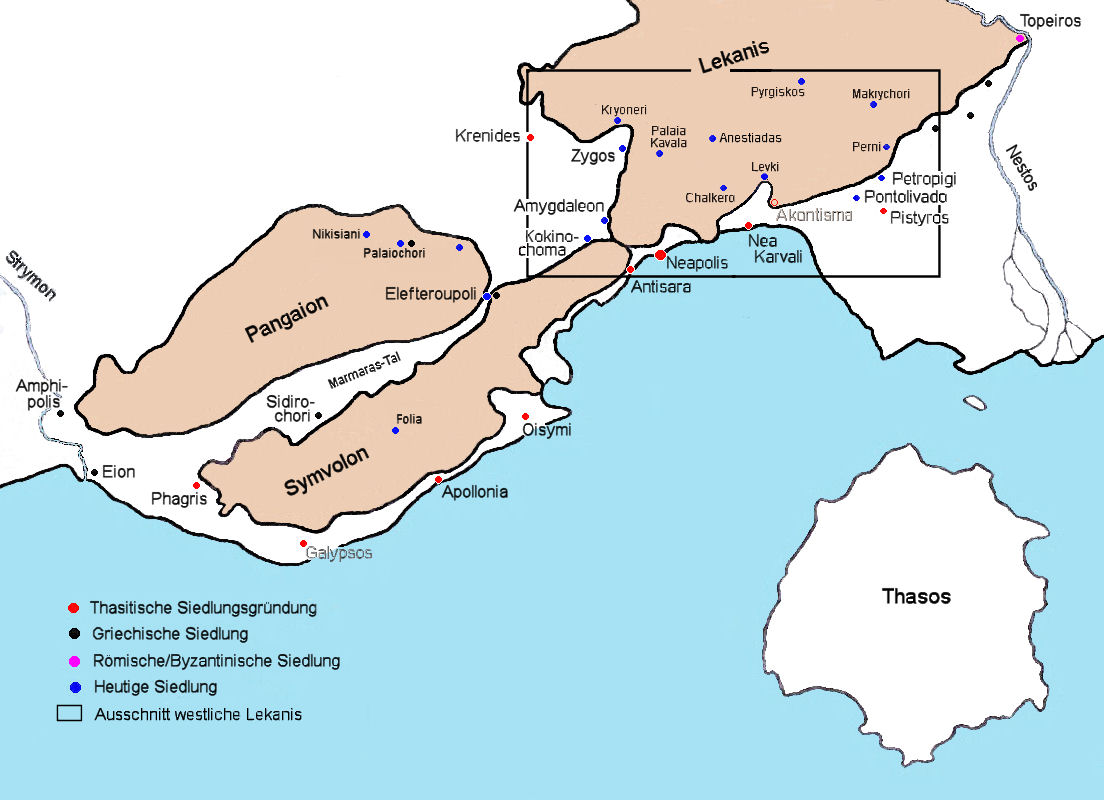
Insula Thasos și Thasion Peraia („zona continentală a thasienilor”) situată între râurile Strymon și Nestos.
Așezări și centre de minerit din regiunea munților Pangaion (Pangeu), Symbolon (Symvolon) și Orbelos (Lekanis).
așezări întemeiate de coloniști din insula Thasos - sec. VII-IV î.Hr.
alte așezări antice grecești - sec. V-IV î.Hr.
așezări romane și bizantine - sec. II î.Hr. - sec. XIV d.Hr.
așezări actuale

Inițiativa lui Kallistratos și a coloniștilor din Thasos a depășit, prin sfera sa de implicații, dimensiunile unui simplu eveniment local. Ea a stârnit numeroase neliniști, atât în rândul regatelor trace din vecinătate, cât și în Regatul macedonean aflat în plină expansiune și chiar în îndepărtata Atena.
S-a argumentat, de pildă, că însuși Platon s-ar fi referit, în Scrisoarea a XI-a, la organizarea și legislația noii colonii Crenides. Dacă se acceptă autenticitatea (disputată de unii) a acestei scrisori, atunci se pare că filosoful, recent reîntors la Atena din Siracuza, a fost invitat de prietenul și discipolul său Laodamas (matematician din Thasos) să participe la constituirea instituțiilor și legislației noului oraș. Platon declină invitația și răspunde că legislația nu poate asigura, prin sine, buna funcționare a unei cetăți și că mult mai important este să se asigure autoritatea conducătorilor ei.
Cert este faptul, atestat de inscripții ulterioare, că în noua colonie era folosit un calendar bazat pe numele celor doisprezece zei olimpieni, ceea ce sugerează o posibilă influență a doctrinei politice din Legile lui Platon. Aceasta nu înseamnă neapărat că filosoful s-a implicat personal în organizarea cetății, ci se poate datora fie culturii politice a lui Kallistratos, fie altor adepți din Thasos sau Atena ai ideilor platoniciene  (dacă nu cumva este vorba, după cum s-a susținut de asemenea, de o intervenție mai târzie a lui Filip al II-lea al Macedoniei, la reorganizarea cetății, după modelul fostei colonii ateniene Amfipolis). Cu siguranță, aportul atenienilor la constituirea noii colonii nu s-a redus doar la contribuția fostului ei strateg exilat. Studiul antroponimicelor menționate în inscripții dovedește că, alături de locuitorii proveniți din insula Thasos și din coloniile mai vechi ale acesteia de pe coasta Traciei, mulți dintre coloniștii stabiliți la Crenides proveneau din Atena și din regiunile controlate de ea.
Întemeierea noii colonii a reprezentat materializarea unui vis de secole al thasienilor. Ea era situată în interiorul teritoriului controlat de traci, în spatele șirului de munți de pe coastă, pe câmpia fertilă dintre masivele Pangeu și Orbelos (Lekanis). Regiunea era bogată în produse agricole, lemn necesar construcțiilor navale și mai ales zăcăminte de aur și argint. Străjuită de munți, pe de o parte și de o mlaștină, de cealaltă parte, cetatea era așezată pe fâșia îngustă care permitea trecerea printre acestea. Ea controla, astfel, drumul comercial care conducea de la portul Neapolis la Marea Egee către interiorul Traciei.

Monedă de bronz din Crenides (360-356 î.Hr.) reprezentând capul lui Heracle acoperit cu blana leului din Nemeea și armele eroului (măciucă și arc). Inscripție: ΘΑΣΙΟΝ ΗΠΕΙΡΟ.

Încă din primii ani ai existenței sale, colonia Crenides a bătut monedă proprie (la început, monede de bronz și ulterior, monede de aur). Simbolistica utilizată a rămas aceeași, cu mici modificări. Pe aversul monedelor din Crenides era reprezentat capul imberb al eroului Heracle, acoperit cu blana leului din Nemeea, iar pe revers, armele acestuia (măciucă și arc), sau imaginea unui tripod.
Toate monedele poartă inscripția ΘΑΣΙΟΝ ΗΠΕΙΡΟ („zona continentală a thasienilor”) și nu numele cetății, Crenides, fapt neobișnuit pentru uzanțele din epocă. Această particularitate a fost interpretată fie ca o dovadă a dependenței strânse față de metropolă, care își reafirma astfel pretențiile asupra teritoriilor din zonă, fie ca o dovadă a faptului că numele noii cetăți nu era încă definitivat. Ea poate fi văzută, totodată, ca o expresie a ambiției coloniei nou înființate de a deveni centrul întregii regiuni colonizate de thasieni.
Numele Crenides (Κρηνίδες) înseamnă, în greaca veche, „izvorașe” sau „fântânele” și este explicat de istoricul Appian prin existența a numeroase surse naturale de apă în jurul colinei învecinate (κρῆναι εισὶ περὶ τῷ λόφῳ ναμάτων πολλαὶ). Acest nume nu este atestat de epigrafie, ci apare doar în textele literare antice, unde domnește și o oarecare confuzie pe această temă. Astfel, în pasajul citat mai sus, Appian menționează că cetatea și-a schimbat numele în Datos, după Crenides și înainte de a deveni Philippoi. Diodor din Sicilia indică, însă, Crenides drept numele anterior al orașului Philippoi și la fel apare și în Geografia lui Strabon. Majoritatea comentatorilor urmează, în acestă chestiune, soluția propusă de Léon Heuzey, în lucrarea sa clasică din 1876 și reluată în monografia din 1937 a lui P. Collart, conform căreia Datos ar fi fost numele regiunii mai largi, anterior întemeierii coloniei thasiene, iar Crenides a fost numele cetății propriu-zise.
Existența efemeră a coloniei thasiene de la Crenides (359-356 î.Hr.) nu a putut fi evidențiată arheologic până în prezent, și este dificil de separat de faza imediat următoare, a cetății macedonene. Ea a lăsat, însă, urme vizibile prin influențele, mai bine cunoscute, asupra celei din urmă (monede, alfabet, instituții, etc.).

### Epoca macedoneană și elenistică
În același an în care coloniștii din Thasos au fondat cetatea Crenides, pe tronul Regatului macedonean a urcat Filip al II-lea (359 î.Hr.), eveniment care va marca profund cursul ulterior al istoriei, nu numai în această regiune, dar și în întreaga Grecie antică – și chiar dincolo de granițele ei. În primii săi patru ani de domnie, tânărul rege a fost preocupat, pe plan intern, mai ales de eliminarea concurenților la putere și reorganizarea armatei macedonene. Pe plan extern, el a reușit să extindă teritoriul statului macedonean în defavoarea ilirilor (înspre nord-vest) și a paionilor (înspre nord-est). Pe această ultimă direcție, el s-a găsit astfel în pragul confruntării directe cu interesele din zonă ale atenienilor și ale cetăților aliate cu Atena, ale thasienilor și ale tracilor.
Cetatea Filippi și-a luat numele de la Filip al II-lea al Macedoniei, care a fortificat-o în 356 î.Hr., pentru a dezvolta un centru de minerit. Cu un an înainte (357 î.Hr.), Filip cucerise de la atenieni polis-urile Amfipolis și Pydna; încheind un tratat de alianță cu cetatea Olint, Filip a reușit să cucerească și Crenides de la Regatul Odris.

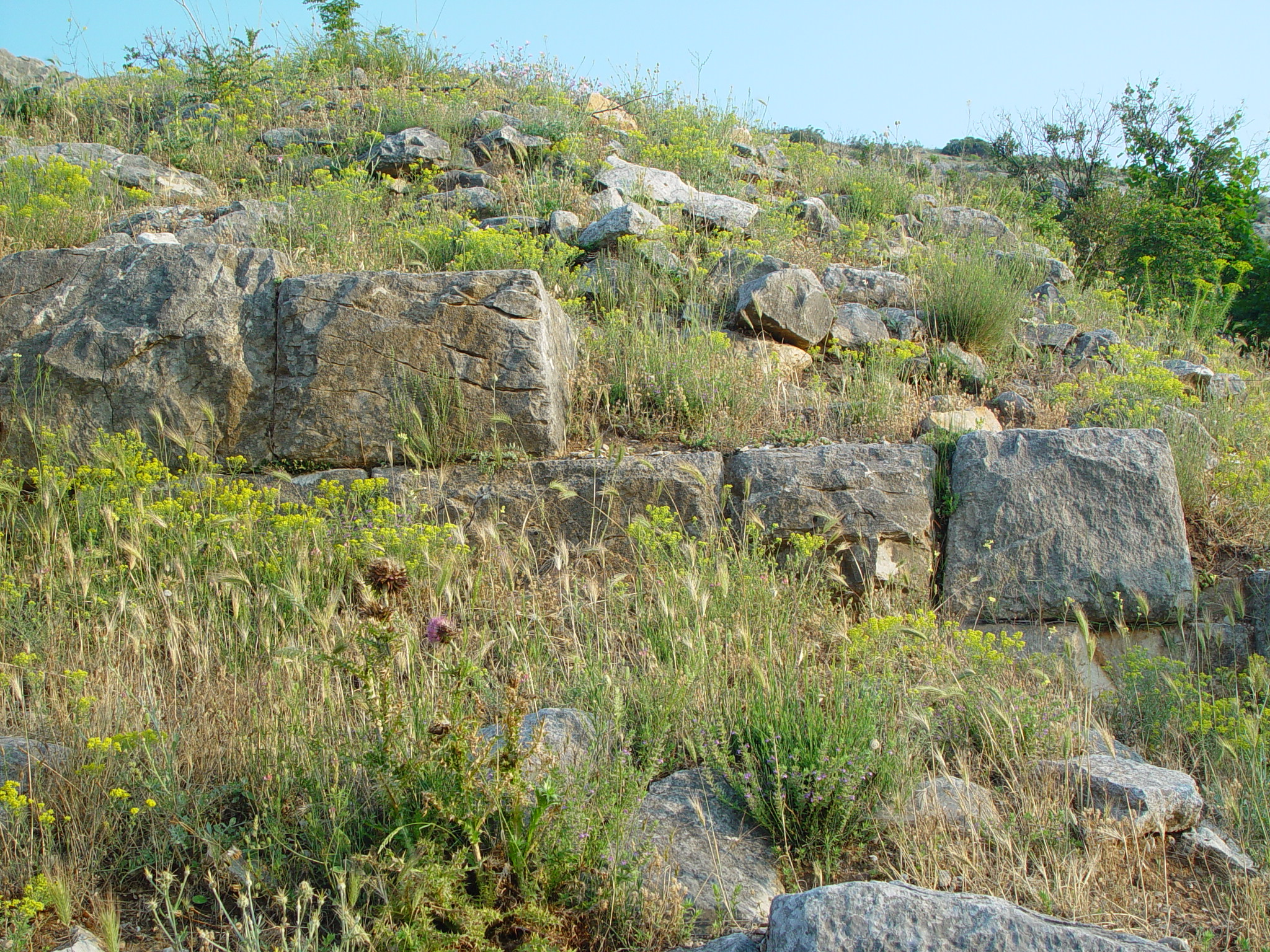
Vestigii ale primului zid de apărare macedonean de pe acropolă

Fortificațiile ridicate au blocat parțial trecerea dintre o mlaștină și Muntele Orbelos, situat în vecinătate. De asemenea, Filip a secat parțial mlaștina, așa cum afirma filozoful grec Teofrast. În afară de controlul minelor de aur din apropiere, un alt obiectiv al fundării cetății Filippi a fost și stabilirea unei garnizoane care să controleze ruta strategică dintre Amfipolis și Neapolis, care străbătea de la est la vest regatul macedonean, rută reconstruită ulterior de către romani, sub numele de Via Egnatia.
Cetatea Filippi și-a păstrat autonomia în cadrul regatului macedonean, având propriile instituții politice (printre care Adunarea poporului). Descoperirea unor noi zăcăminte de aur în apropierea cetății, la Asyla, a contribuit la bunăstarea regatului macedonean (Filip chiar a înființat acolo o monetărie).
În final, cetatea Filippi a fost complet integrată în regatul macedonean sub domnia lui Filip al V-lea.
Cetatea a avut circa 2.000 de locuitori și a rămas intactă după ce romanii au înfrânt dinastia antigonidă a Macedoniei (Bătălia de la Pydna, 168 î.Hr.) și au divizat regatul în patru state separate (meride). Capitala Macedoniei răsăritene a devenit însă Amfipolis și nu Filippi.

### Epoca romană
Orașul reapare în sursele istorice pe durata „războiului civil al eliberatorilor”, care a urmat după asasinarea lui Iulius Cezar (44 î.Hr.). În octombrie 42 î.Hr. a fost teatrul faimoasei Bătălii de la Filippi, decisivă pentru trupele lui Octavian și Antonius care le-au învins pe cele ale opozanților lor, Brutus și Cassius Octavian, devenit succesorul lui Cezar, cu titlul de Augustus, a ridicat orașul la rangul de colonie romană.
Expresia populară „Ne revedem la Filippi” este utilizată pentru a semnifica faptul că mai repede ori mai târziu se ajunge la reglarea conturilor, și derivă din fraza pe care fantoma lui Iulius Cezar i-o spune lui Brutus în actul IV din drama Iulius Cezar de William Shakespeare; acest episod literar a fost preluat din Vieți paralele de Plutarh (Viața lui Brutus, 36).

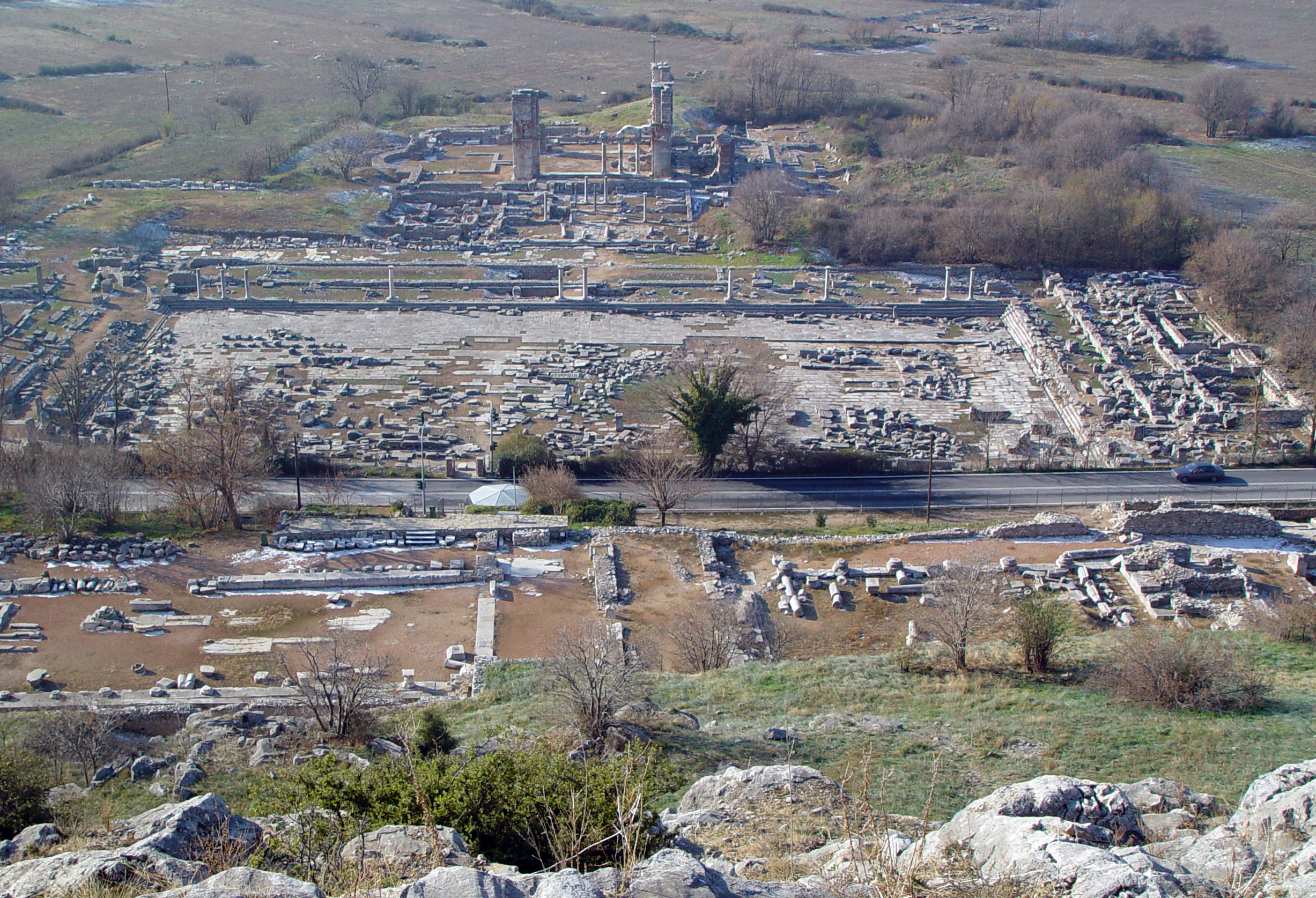
Vestigii ale centrului cetăţii: forumul în prim plan, piața și bazilica B în fundal

Antonius și Octavian au fost victorioși în această bătălie finală împotriva partizanilor republicii. Ei au eliberat câțiva din soldații lor veterani, probabil din Legiunea a XXVIII-a, cu care au colonizat cetatea, reîntemeiată cu statut de colonie romană și purtînd numele de Colonia Victrix Philippensium.
În anul 30 î.Hr., Octavian, devenit Împărat Roman, a reorganizat colonia și a stabilit acolo mai mulți veterani, atât din pretorieni cât și dintre alți italieni, cetatea luând numele Colonia Iulia Philippensis, și apoi Colonia Augusta Iulia Philippensis după ianuarie 27 î.Hr., când Octavian a primit titlul definitiv de Augustus de la Senat.
După această a doua redenumire, și probabil după prima, teritoriul cetății Filippi a fost centuriat (lat. centuria, suprafață variind între 50 și 400 de iugăre, în general măsurând 200 de iugăre ≈ 50 ha) și distribuit coloniștilor. Cetatea și-a menținut zidurile macedonene, și în general planul a fost modificat doar parțial de construcția unui forum, puțin către estul amplasamentului agorei grecești. Era o „Romă în miniatură”, sub legea municipală a Romei și guvernată de doi ofițeri militari, duumvirii, care erau numiți direct de la Roma.
Colonia cunoaște o renaștere importantă legată de aportul minelor de pe teritoriul său, care i-au adus o poziție privilegiată pe Via Egnatia. Această bogăție s-a manifestat și prin mulțimea monumentelor ridicate, care erau impunătoare dacă se ia în considerare mărimea relativ mică a zonei urbane. Forumul era așezat în două terase pe ambele părți ale drumului principal, fiind construit în diferite faze între domnia împăratului Claudius și cea a lui Antoninus Pius. Teatrul a fost lărgit și modificat pentru a primi jocuri romane. Există o abundentă epigrafie - inscripții latine - care depun mărturie despre această prosperitate a cetății.

### Epoca paleo-creștină

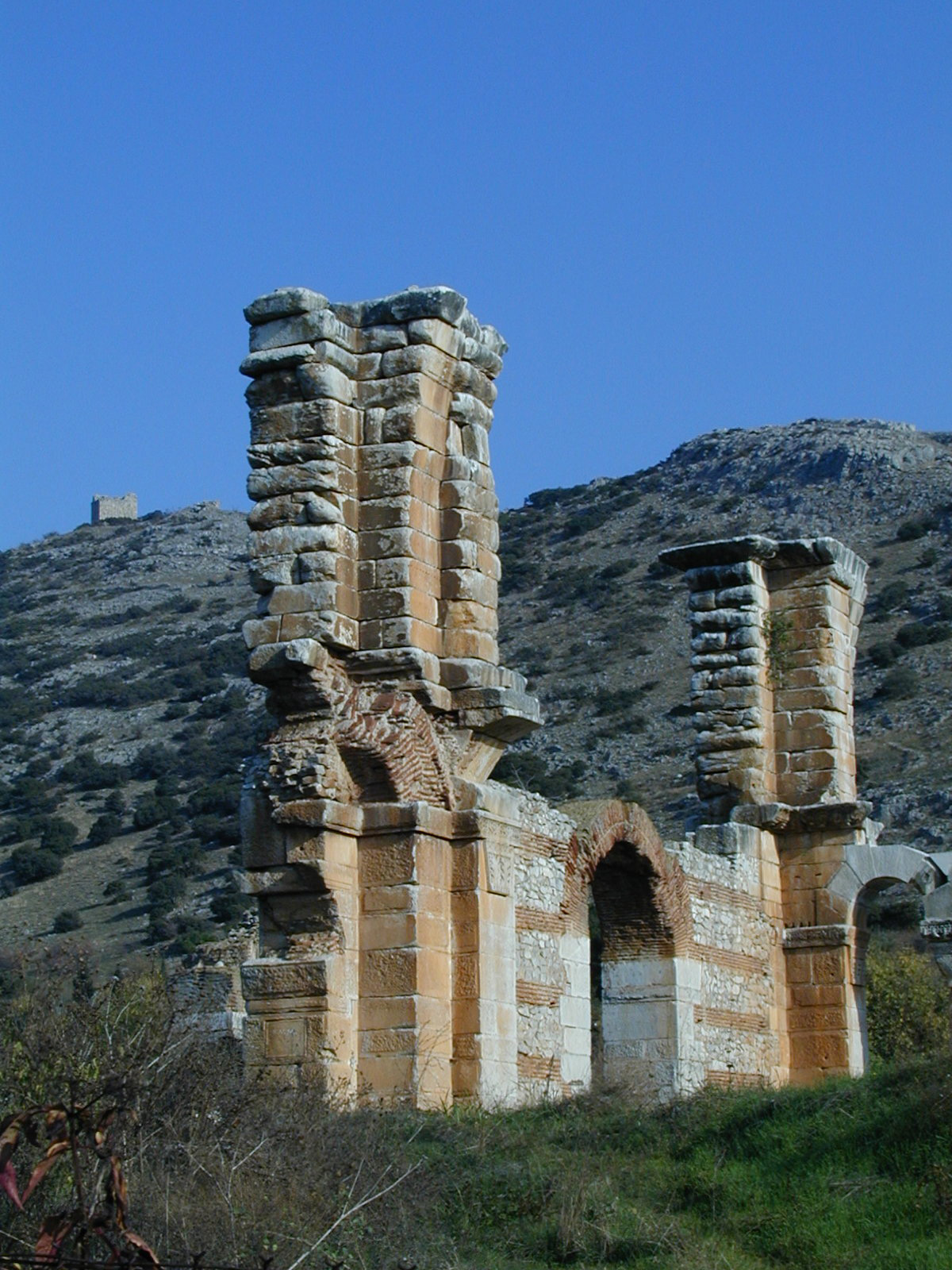
Bazilica B văzută dinspre sud-vest, cu acropola în fundal

Cetatea Filippi a avut un rol semnificativ în creștinismul primar și timpuriu. Conform Noului Testament aceasta este primul oraș din Europa care a fost evanghelizat de Apostolul Pavel, cam în anul 49 d.Hr sau 50 d.Hr., când cetatea a fost vizitată de apostol (Fapte 16:9-10).
Din Faptele Apostolilor (Fapte 16:12) și Epistola către Filipeni (Filipeni 1:1), s-a ajuns la concluzia că Pavel a fondat comunitatea creștină primară și timpurie de aici. Însoțit de Silas, Timotei, și probabil de Luca, autor al Faptelor Apostolilor, Pavel a predicat și a făcut ucenici pentru prima dată pe  pământ european în Filippi, unde a botezat-o pe o vânzătoare de purpură numită Lidia, într-un râu din vecinătatea cetății (cetate care avea o comunitate iudaică și o sinagogă atestată de epigrafie).
Conform Noului Testament, Pavel a mai vizitat cetatea Filippi cu alte două ocazii, în anii 56 d.Hr. și 57 d.Hr., iar Epistola lui Pavel către filipeni a fost scrisă prin 61-62 d.Hr. și se crede că a arătat imediat impactul instrucțiunilor lui Pavel.
Extinderea creștinismului în Filippi este indicată și de Sfântul Ignatie Teoforul, precum și de Sfântul Policarp de Smirna, care au adresat adunării locale unele din scrierile lor. 
Epistola lui Policarp de Smirna a fost adresată comunității din Filippi în jurul anului 160 d.Hr.

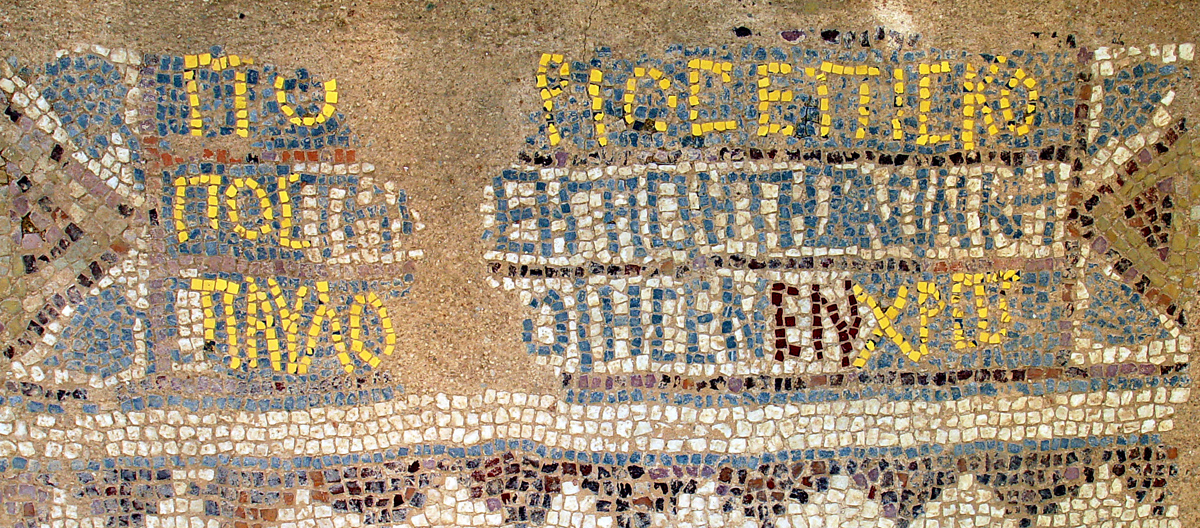
Inscripţia Episcopului Porfirie în Bazilica lui Pavel

Prima biserică atestată din Filippi este „Bazilica lui Pavel”, o construcție de dimensiuni modeste, identificată printr-o inscripție de pe mozaicul podelei. Această inscripție este datată în jurul anului 343, în ea fiind menționat numele episcopului Porfirie, a cărui prezență la Conciliul de la Serdica (astăzi Sofia) este atestată în acel an.
Planul construcției este dreptunghiular, având 27 m în lungime și 12 m în lățime. Edificiul are la est o absidă semi-circulară. Naosul este separat de o anticameră care servea drept pronaos. Ambele încăperi erau decorate cu podele de mozaic, având modele geometrice și vegetale.

### Epoca bizantină și otomană

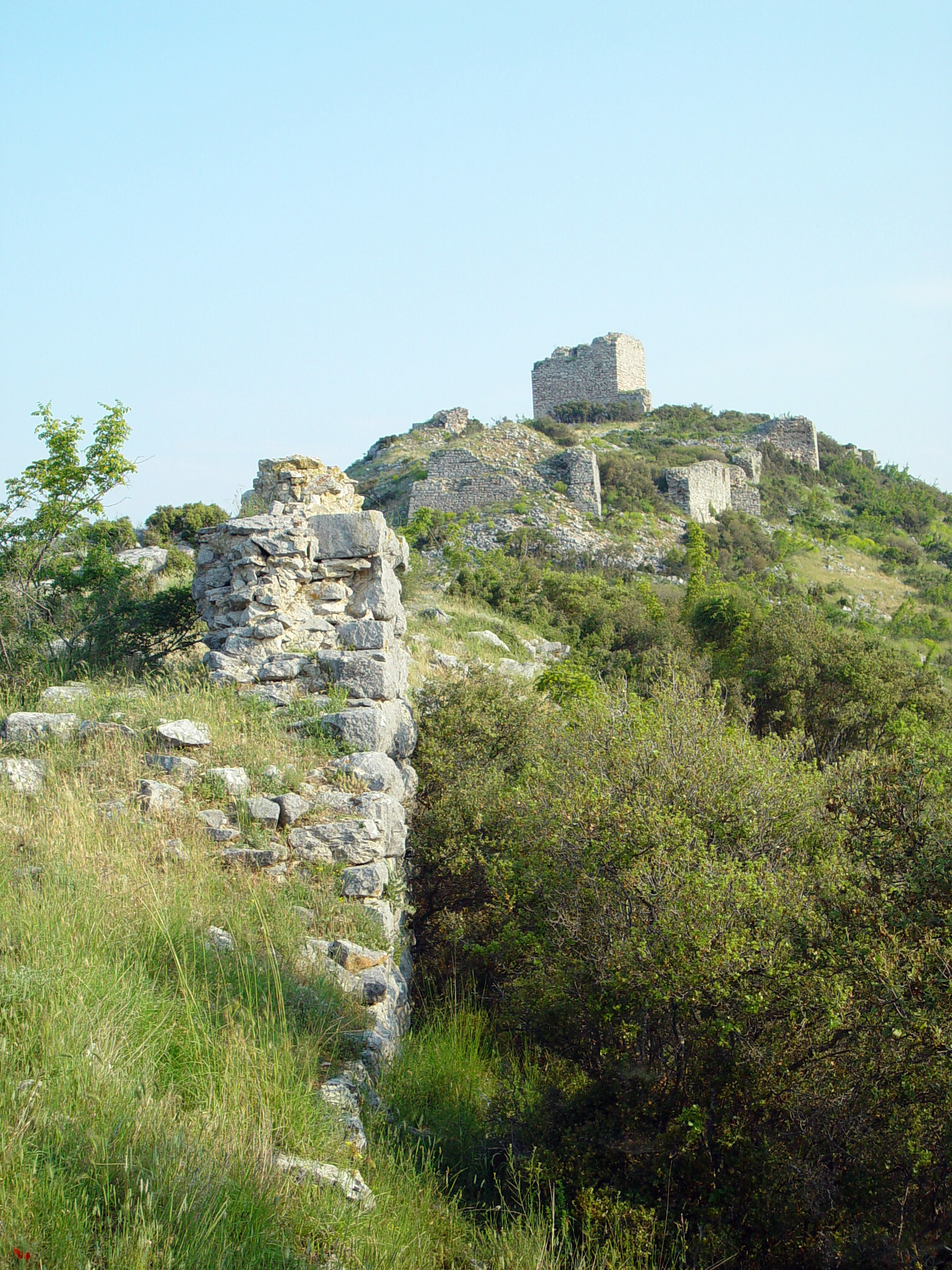
Ruinele fortificaţiilor bizantine

Slăbit de invaziile slavilor din secolul al VI-lea, care au ruinat economia agrară a Macedoniei, și, probabil, de marea ciumă din anul 547, orașul a fost aproape complet distrus de un cutremur în anul 619.
Cetatea Filippi a fost un centru important și în epoca Imperiul Roman de Răsărit, bizantinii stabilind acolo o garnizoană.
În 969, împăratul Nicefor al II-lea Focas a reconstruit fortificațiile acropolei și o parte din oraș. Orașul Filippi a beneficiat în acea perioadă de slăbirea treptată a amenințării din partea bulgarilor și de revigorarea Imperiului Bizantin. În acest context, episcopul Vasile Kartzimopolos a dispus refacerea zidurilor de apărare ale orașului în 1077. Filippi cunoaște o nouă perioadă de prosperitate, geograful arab Al-Idrisi menționându-l ca un important centru de producție și comercializare a vinului, în jurul anului 1150.
Filippi a fost ocupat de latini în timpul celei de a IV-a cruciade, dar a fost apoi abandonat de către aceștia.
Orașul a fost apoi ocupat de sârbi, dar a rămas o fortificație importantă pe traseul anticei Via Egnatia. În 1354, viitorul împărat bizantin Matei Cantacuzino (pe atunci doar pretendent la tronul imperial) a fost capturat aici de către sârbi.
După dezastrul suferit de sârbi în Bătălia de la Kosovo Polje (1389), întreaga Macedonie a fost cucerită treptat de către Imperiul Otoman, zona fostului oraș Filippi fiind înglobată în Vilaietul Edirne din Rumelia.
Data abandonării definitive a orașului nu este cunoscută cu exactitate; călătorul francez Pierre Belon care a vizitat zona respectivă în secolul al XVI-lea nota că aici rămăseseră doar ruinele zidurilor de apărare, exploatate de turci drept cariere.
Toponimul Filippi a fost păstrat mai întâi de un sat turcesc din apropiere, Filibecik („Micul Filippi” în limba turcă), astăzi dispărut, apoi de un sat grecesc din munții învecinați.

## Imagini

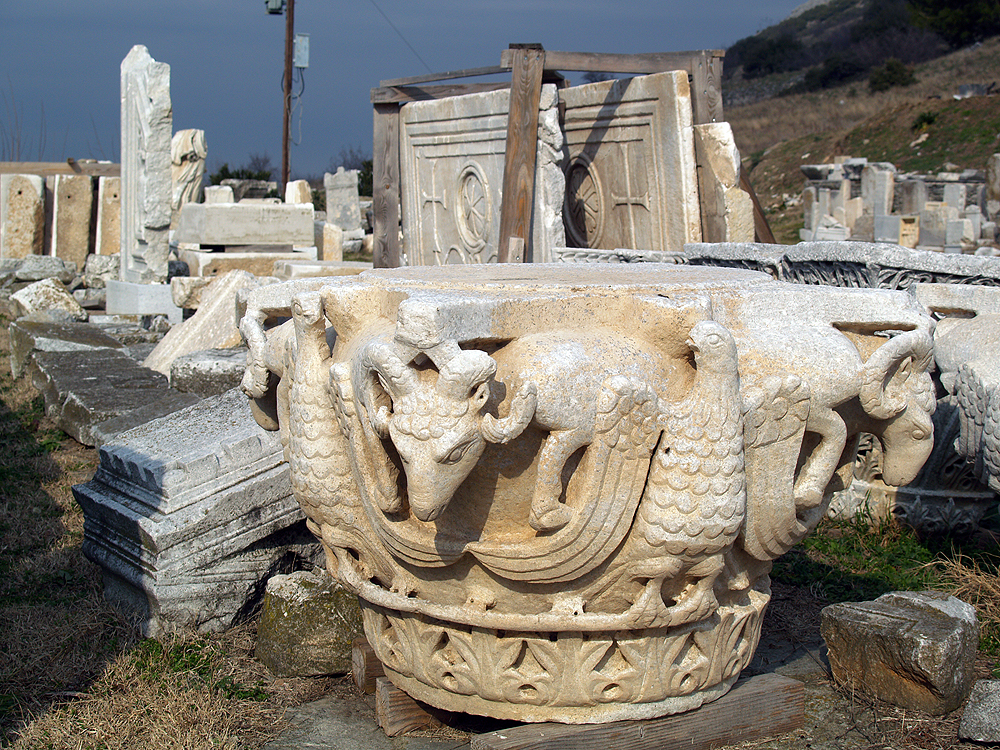
Lapidariul Muzeului de Arheologie din Filippi
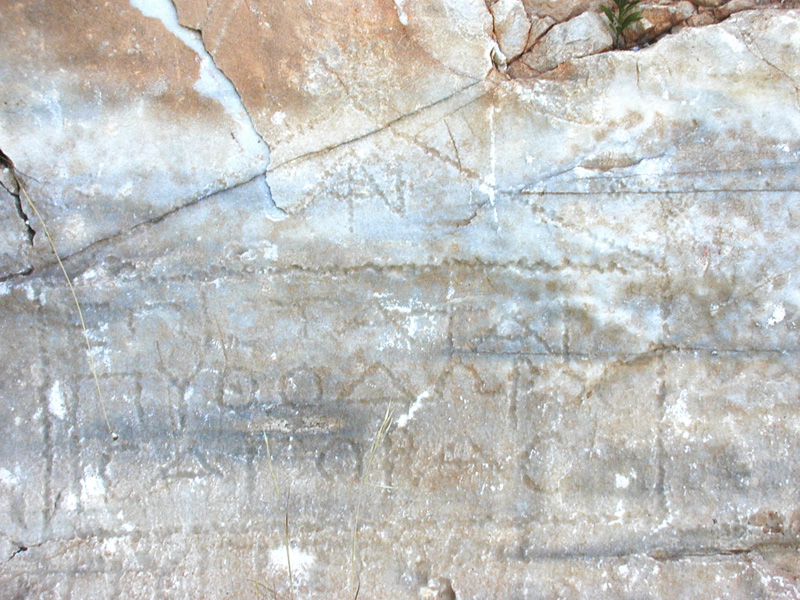
Inscripţia lui Pythodoros şi Isagoras pe zidul de deasupra teatrului